# Prästmötesavhandling
En prästmötesavhandling är en avhandling som ventileras under disputationsliknande former vid ett prästmöte. Ofta utser biskopen vem som skall författa denna i samband med ett prästmöte, och den framläggs sedan i samband med nästkommande prästmöte. I äldre tider benämndes detta  synodaldisputation.